# Dalzellia zeylandica
Dalzellia zeylandica là một loài thực vật có hoa trong họ Podostemaceae. Loài này được (Gardner) Wight mô tả khoa học đầu tiên.